# Manu Pineda
Manuel "Manu" Pineda Marín é um político comunista espanhol da coligação de Esquerda Unida que foi eleito membro do Parlamento Europeu em 2019. Ele é o chefe de relações internacionais de longa data do Partido Comunista Espanhol (PCE).